# Railleu
Railleu (em catalão:  Ralleu) é uma comuna francesa na região administrativa da Occitânia, no departamento dos Pirenéus Orientais. Estende-se por uma área de 9.97 km², e possui 29 habitantes, segundo o censo de 2018, com uma densidade de 2.9 hab/km².